# Bačetín
Bačetín (en allemand : Batschetin) est une commune du district de Rychnov nad Kněžnou, dans la région de Hradec Králové, en République tchèque. Sa population s'élevait à 393 habitants en 2022.

## Géographie
Bačetín se trouve à 6 km à l'est-nord-est de Dobruška, à 16 km au nord-nord-ouest de Rychnov nad Kněžnou, à 31 km à l'est-nord-est de Hradec Králové et à 131 km au nord de Prague.
La commune est limitée par Ohnišov et Bystré au nord, par Kounov à l'est, par Dobré au sud-est, et par Dobruška au sud-ouest et par Val à l'ouest.

## Histoire
La première mention écrite de la localité date de 1458.

## Administration
La commune se compose de deux sections :
- Bačetín
- Sudín

## Galerie

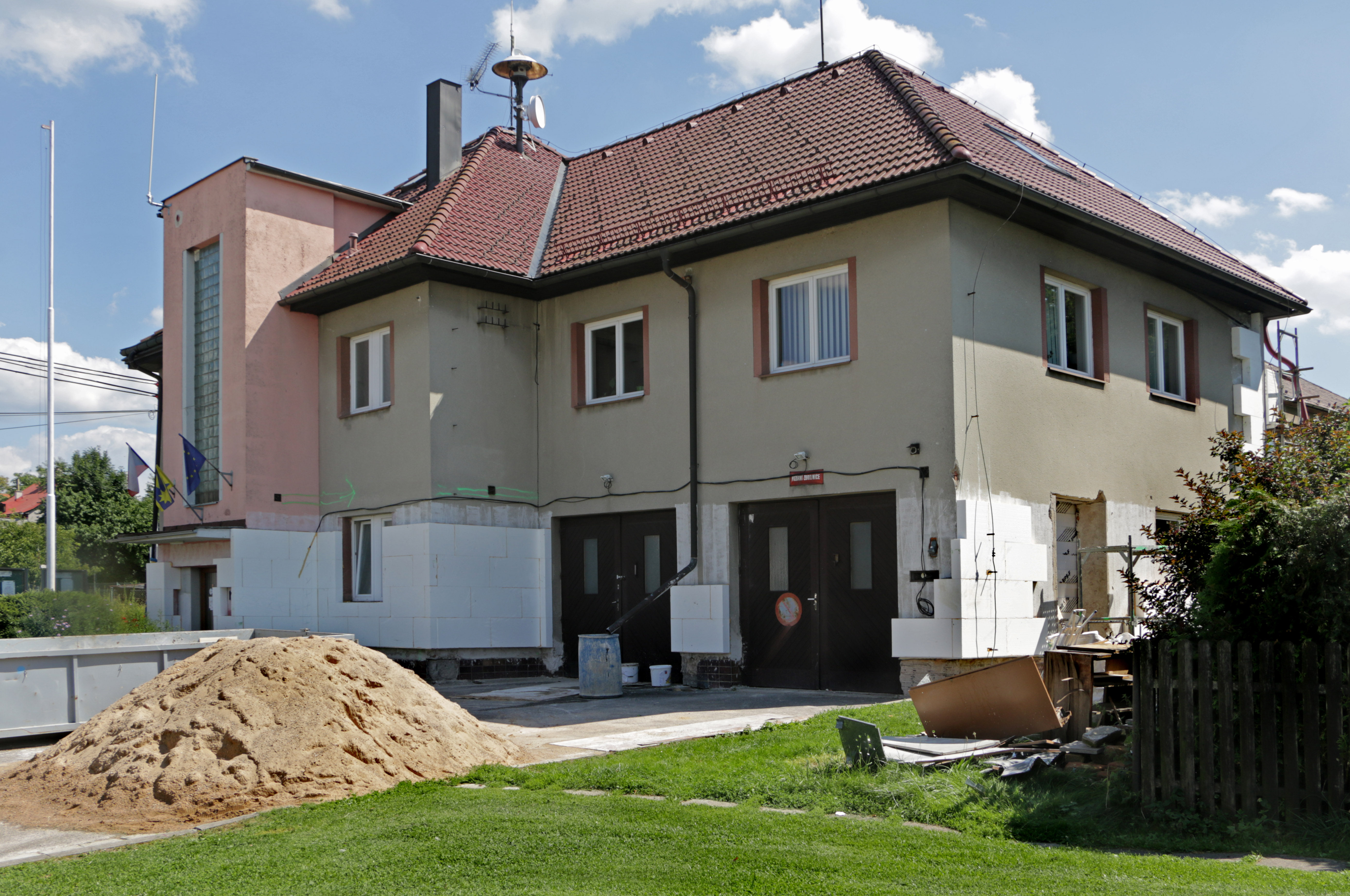
Bačetín : la mairie.
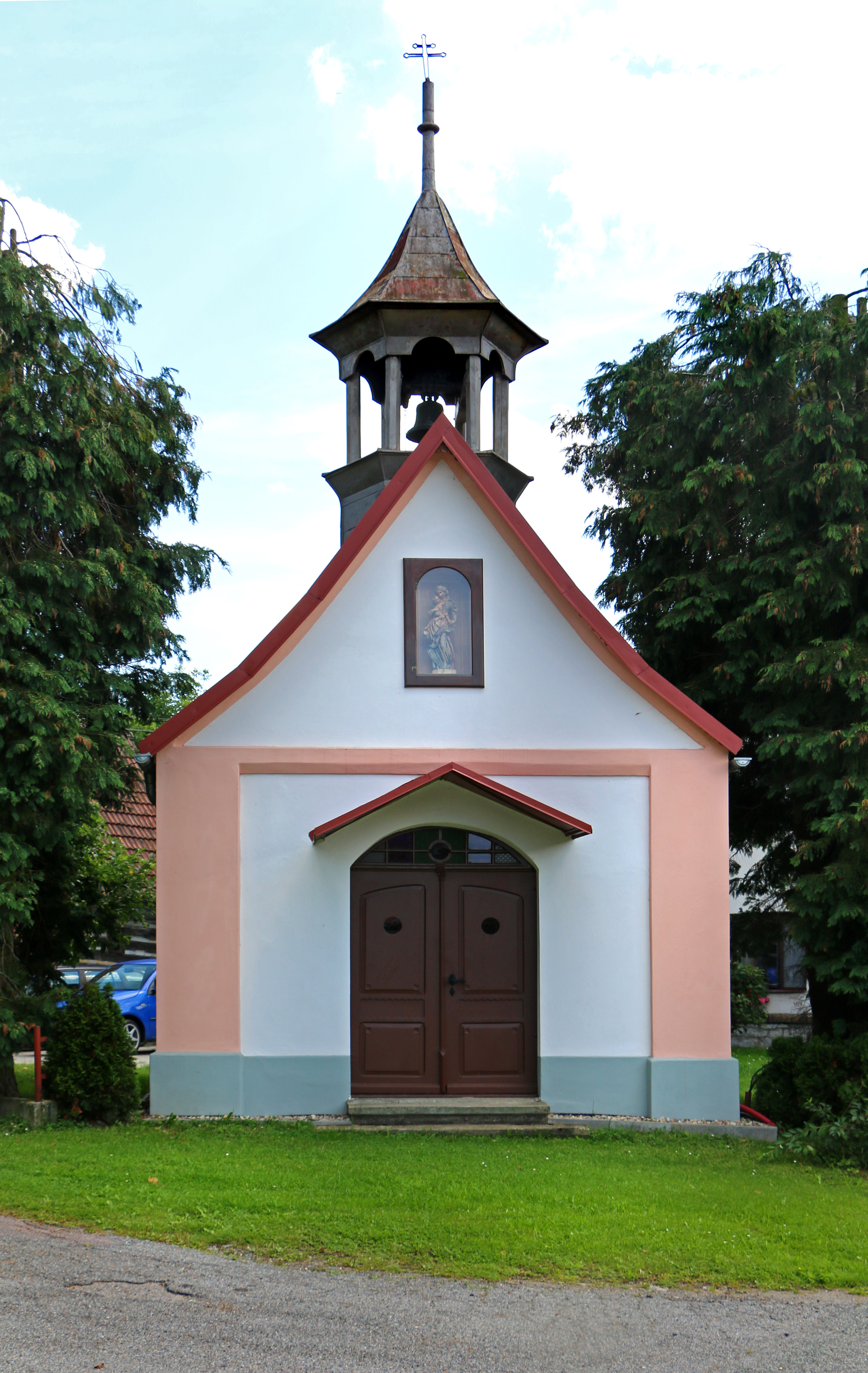
Chapelle à Sudín.

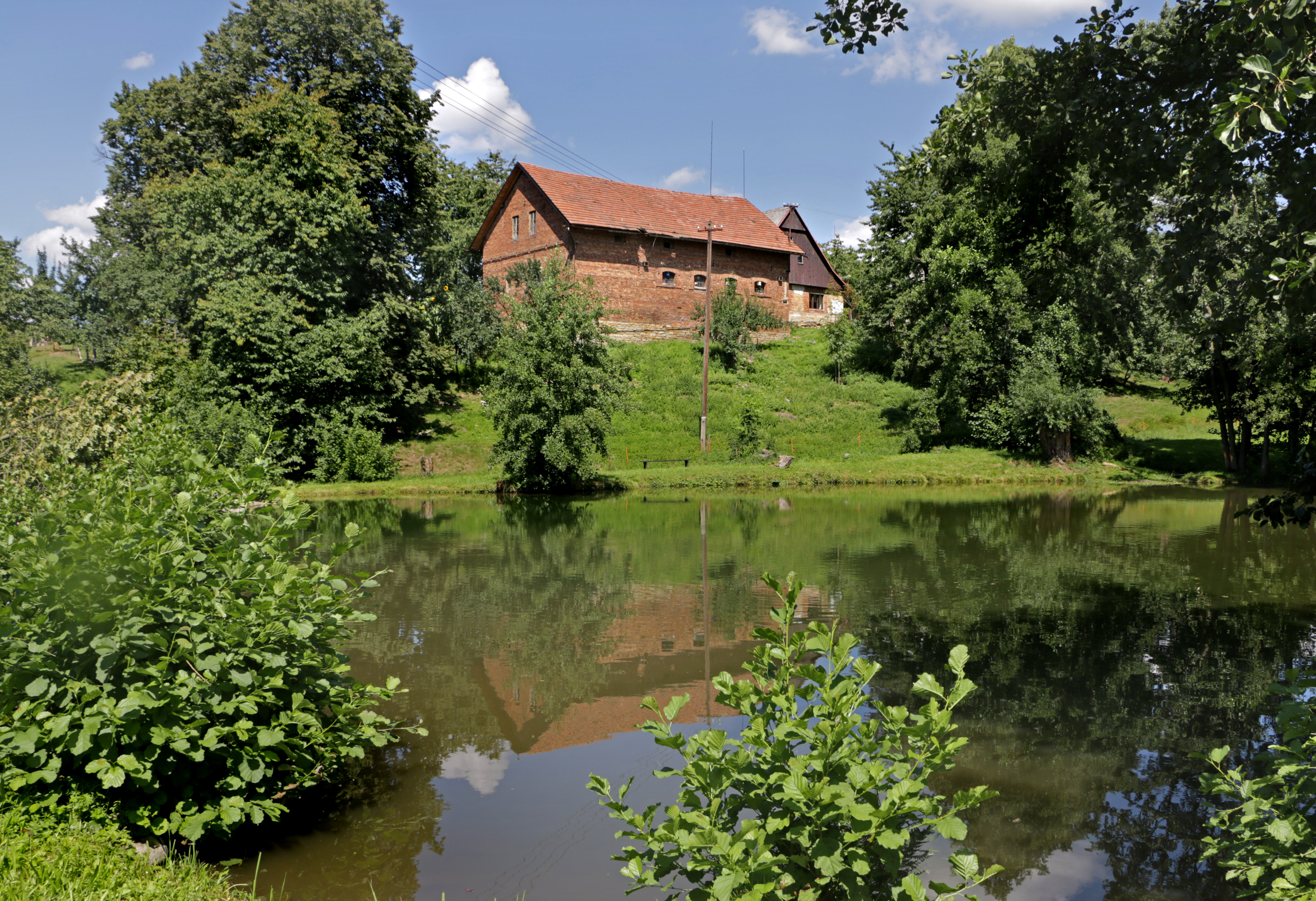
Étang à Bačetín.
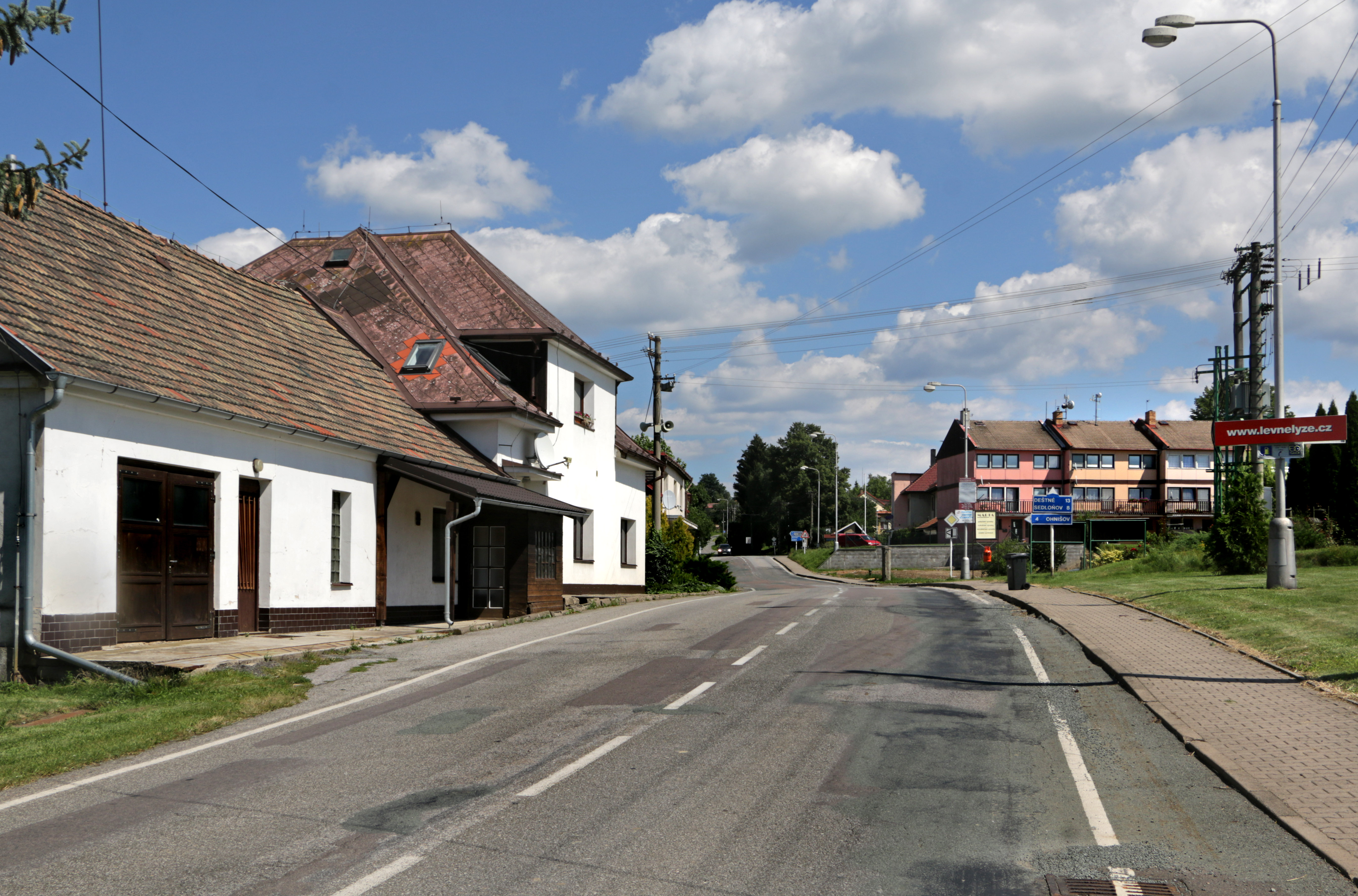
Route 309.

## Transports
Par la route, Bačetín se trouve à 6 km de Dobruška, à 20 km de Rychnov nad Kněžnou, à 37 km de Hradec Králové et à 155 km de Prague. 

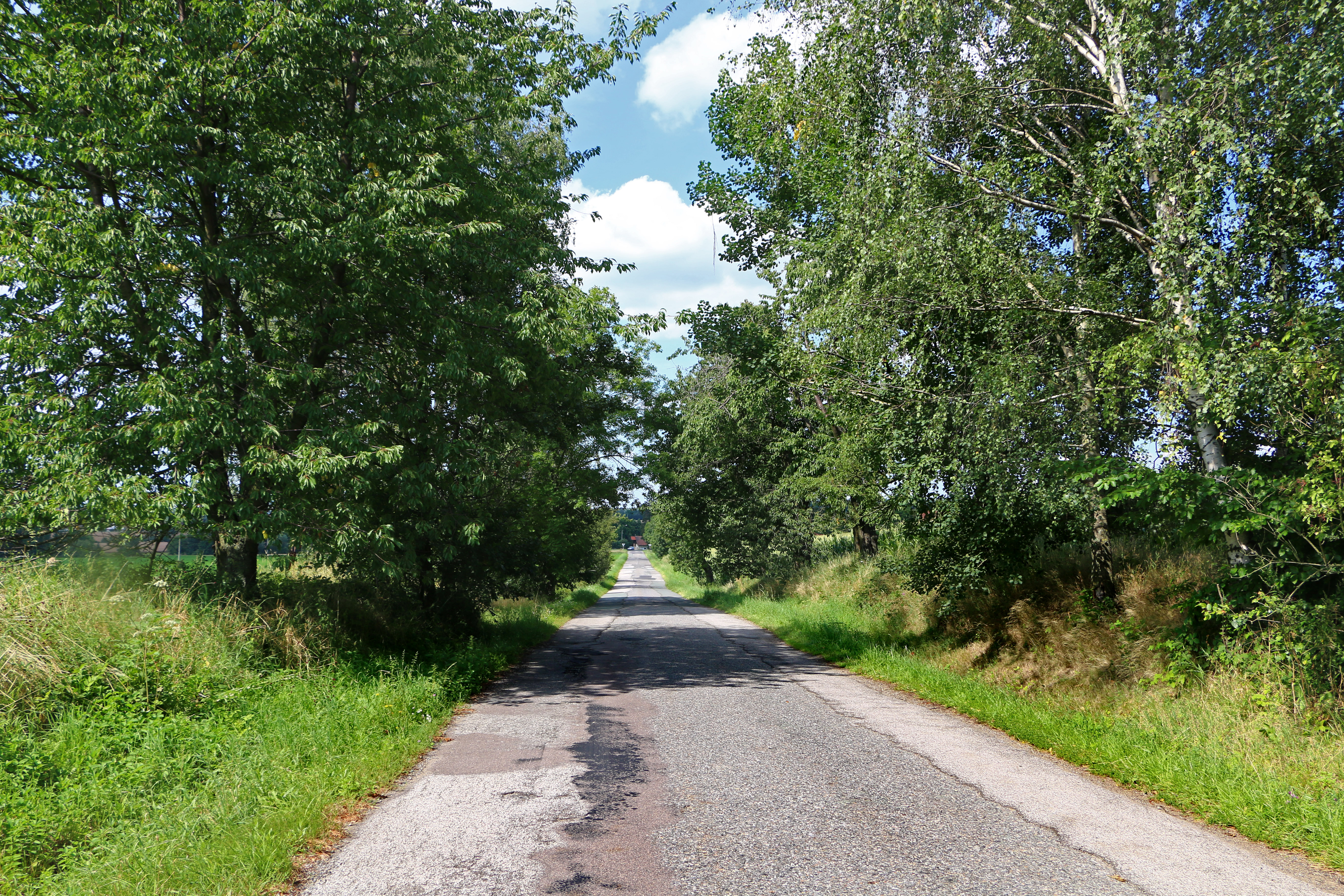
Route de Sudín.